# Гендерная дисфория в детском возрасте
Гендерная дисфория в детском возрасте — отдельный диагноз для детей, которые испытывают значительный дистресс (гендерную дисфорию) из-за несоответствия между приписанным им полом и гендерной идентичностью. Диагностический термин «Расстройство гендерной идентичности в детском возрасте» использовался в диагностическом и статистическом руководстве по психическим расстройствам (DSM) до тех пор, пока в 2013 году с выпуском DSM-5 он не был переименован в «гендерную дисфорию у детей». Диагноз был переименован, чтобы избавиться от стигматизации, связанной с термином «расстройство».
Для детей со стойкой гендерной дисфорией характерна более выраженная гендерная дисфория в детстве, чем для детей с нестойкой гендерной дисфорией. Некоторые (но не все) молодые люди с гендерной неконформностью захотят совершить трансгендерный переход, который может включать в себя социальный переход (смена одежды, имени, местоимения), а для старшей молодежи и подростков — медицинский переход (гормональная терапия или хирургическое вмешательство).

## Классификации

### DSM-5
В пятом издании Руководства по диагностике и статистике психических расстройств (DSM-5), опубликованном Американской психиатрической ассоциацией в 2013 году, был введен диагноз гендерной дисфории у детей.
По сравнению с предыдущей версии диагноза в DSM-IV, подтипирование по сексуальной ориентации было исключено. Диагноз для детей был поставлен отдельно от диагноза для взрослых. Постановка конкретного диагноза детям отражает меньшую способность детей понимать, что они испытывают, или выражать это в том случае, если у них есть понимание. Кроме того, в DSM-5 рассматривается небинарная гендерная идентичность.
Основным диагностическим критерием является выраженное несоответствие между своей гендерной идентичностью и приписанным при рождении полом, продолжающееся не менее шести месяцев и проявляющееся по крайней мере шестью из следующих признаков (один из которых должен быть первым критерием):: 512
- Сильное желание принадлежать к полу, отличному от приписанного при рождении
- Сильное предпочтение носить одежду, типичную для противоположного пола
- Сильное предпочтение кросс-гендерным ролям в играх понарошку или в фантазиях
- Выраженное предпочтение игрушкам, играм или видам деятельности, которые стереотипно используются или в которых участвуют представители другого пола
- Выраженное предпочтение товарищам по играм другого пола
- Выраженное неприятие игрушек, игр и видов деятельности, типичных для данного пола
- Сильное желание избавиться от своих половых характеристик из-за несоответствия своему переживаемому или выражаемому гендеру

Чтобы соответствовать критериям, это состояние также должно быть связано с клинически значимым дистрессом или нарушениями в социальной, профессиональной или других важных сферах жизнедеятельности.: 512 

### Международная классификация болезней (МКБ)
Международная классификация болезней (МКБ-11) относит «гендерное несоответствие» к «состояниям, связанным с сексуальным здоровьем», которые подразделяются на три состояния:
- Гендерное несоответствие в подростковом или взрослом возрасте (HA60): заменяет F64.0
- Гендерное несоответствие в детском возрасте (HA61): заменяет F64.2
- Гендерное несоответствие не указано (HA6Z): заменяет F64.9

Гендерное несоответствие в детском возрасте характеризуется выраженным несовпадением между тем, как ощущается/выража-ется половая принадлежность детьми в препубертатном возрасте, и тем, какой пол предписан по рождению. Это включает в себя сильное желание иметь другую половую принадлежность, чем заданный пол; сильное неприятие ребенком своих половых органов или ожидаемых вторичных половых признаков и/или сильное желание иметь первичные и/или ожидаемые вторичные половые признаки, которые соответствуют ощущаемому полу. К этому также относятся сюжеты в воображении или фантазиях, игрушки, игры, занятия и товарищи по играм, более типичные для ощущаемого, а не для заданного пола. Несоответствие должно сохраняться в течение примерно 2 лет. Сама по себе полоролевая вариативность поведения и гендерные предпочтения не являются основанием для постановки данного диагноза.
В предыдущей версии Международной классификации болезней, МКБ-10, было пять различных диагнозов «расстройства гендерной идентичности», включая один, когда оно проявлялось в детском возрасте. Диагноз расстройства гендерной идентичности не ставился интерсексуальным людям (тем, кто родился с «неоднозначными» гениталиями).
F64.2 Расстройство гендерной идентичности в детском возрасте
Расстройство, обычно впервые проявляющееся в раннем детстве (и всегда задолго до наступления половой зрелости), характеризующееся постоянным и сильным расстройством по поводу определенного пола, а также желанием принадлежать (или настаивать на том, что принадлежишь) к другому полу. Наблюдается постоянная озабоченность одеждой и занятиями противоположного пола и неприятие человеком своего собственного пола. Для постановки диагноза требуется глубокое нарушение нормальной гендерной идентичности; простого мальчишества у девочек или девичьего поведения у мальчиков недостаточно. Расстройства гендерной идентичности у лиц, достигших или вступающих в период полового созревания, следует классифицировать не здесь, а в F66.0.

## Постоянство
По данным Американской академии педиатрии, к 4 годам у большинства детей формируется устойчивое представление о своей гендерной идентичности. Они объясняют, что исследования показывают, что дети препубертатного возраста, которые заявляют о своей трансгендерной идентичности, знают свою идентичность так же четко и последовательно, как и их цисгендерные сверстники.
Другие исследования показали, что если гендерная дисфория сохраняется в период полового созревания, то, скорее всего, она носит постоянный характер. Факторы, которые связаны с гендерной дисфорией, сохраняющейся в период полового созревания, включают интенсивность гендерной дисфории, степень межполового поведения и вербальную идентификацию с желаемым/испытываемым гендером (то есть заявление о том, что они принадлежат к другому гендеру, а не желают принадлежать к другому гендеру).
Некоторые исследования показали, что гендерная дисфория у детей в большей степени связана с гомосексуальностью во взрослом возрасте, чем с трансгендерной идентичностью во взрослом возрасте, особенно в отношении мальчиков. Эти исследования показывают, что большинство детей, у которых диагностирована гендерная дисфория, к моменту полового созревания не желали принадлежать к другому полу, и большинство из них, взрослея, идентифицировали себя как геи, лесбиянки или бисексуалы, независимо от терапевтического вмешательства или без него. Однако они были подвергнуты критике как неуместные на том основании, что они учитывались как случаи «нежелания», когда ребенок просто не соответствовал полу, а не страдал дисфорией, и отслеживались диагнозы, а не гендерная идентичность или желание перейти, что приводило к завышению статистики нежелания. Большинство исследований по борьбе с нежелательными явлениями основаны на четырех исследованиях, опубликованных с 2008 года. Хотя испытуемые соответствовали критериям расстройства гендерной идентичности, определенным в DSM-III или DSM-IV, многие из них не соответствовали бы обновленным критериям гендерной дисфории в DSM-5, разработанном в 2013 году, который, в отличие от предыдущих версий, явно требует идентификации с полом, отличным от того, который был присвоен при рождении. В одном исследовании 40 % из тех, кто был классифицирован как «воздерживающиеся», оказались ниже порога даже по критериям DSM-IV. Все четыре исследования показали, что утверждение о трансгендерной идентичности в детстве предсказывает трансгендерную идентичность в подростковом и взрослом возрасте, а интенсивность гендерной дисфории в детстве также предсказывает ее интенсивность в дальнейшей жизни. В исследованиях, опубликованных в 1960—1980-х годах, никогда не использовался термин «воздержание», вместо этого основное внимание уделялось «гендерно-девиантному поведению» — детской женственности у людей, которых при рождении считали мужчинами, и тому, как это чаще предсказывает гомосексуальность, а не «транссексуализм» во взрослой жизни. Кроме того, некоторые исследования, проводившиеся с 2000 года, и все предыдущие исследования подвергались критике за ссылки на исследования, в которых использовалась конверсионная терапия — опровергнутый метод, состоящий либо в препятствовании социальному переходу, либо в явных попытках предотвратить или отговорить ребенка от идентификации себя как трансгендера во взрослом возрасте или в подростковом возрасте, либо в активном использовании методов ограничения трансгендерности. их «гендерно-девиантное» поведение. Сам термин «воздержание» подвергался критике как патологизирующий из-за его корней в криминальных исследованиях и оппозиционных расстройствах неповиновения, где воздержание считается положительным результатом.
Систематический обзор исследований, касающихся сопротивления, был опубликован в 2022 году. Было обнаружено, что сопротивление было плохо определено: исследования иногда не определяли его или в равной степени определяли как сопротивление трансгендерной идентичности или сопротивление гендерной дисфории. Они также не обнаружили ни одного из определений, допускающих динамическую или небинарную гендерную идентичность, и большинство опубликованных статей были редакционными. Они заявили, что эта концепция основана на предвзятых исследованиях 1960-80-х годов и исследованиях низкого качества 2000-х годов. Они пришли к выводу, что в настоящее время существует «недостаток высококачественных, основанных на гипотезах исследований» по этому вопросу, и предложили «убрать сопротивление из клинического и исследовательского дискурса, чтобы вместо этого сосредоточиться на поддержке [трансгендерной и гендерно-экспансивной] молодежи, а не чем пытаться предсказать свою будущую гендерную идентичность». Согласно обзору, опубликованному в 2022 году с учетом более поздних исследований, большинство детей препубертатного возраста, переживших социальный переход, сохраняют свою идентичность в течение 5-7 лет наблюдения, что опровергает результаты предыдущих исследований.

## Распространенность
Согласно обзору, опубликованному в 2020 году на основе последних статистических исследований, от 1,2 % до 2,7 % детей и подростков во всем мире являются трансгендерными. Эти данные были получены в большей степени из исследований подростков, чем молодежи допубертатного возраста, и указывали на разницу в методологическом качестве исследований, опубликованных до и после 2010 года. В обзоре отмечается, что все большее число молодых людей идентифицируют себя как трансгендеров, и содержится призыв к проведению более систематических исследований и обзоров в будущем.

## Лечение
Стандарты ухода WPATH и другие терапевтические вмешательства не направлены на изменение гендерной идентичности ребенка. Вместо этого клиницисты советуют детям и их родителям избегать целей, основанных на гендерной идентичности, и вместо этого справляться со страданиями ребенка, занимаясь психообразованием и поддерживая его гендерную идентичность и поведение по мере их развития. Клиницист может посоветовать родителям быть внимательными, выслушивать ребенка и создавать условия для того, чтобы ребенок мог исследовать и выражать свою идентифицированную гендерную идентичность, которую можно назвать истинным полом. Это может устранить стигматизацию, связанную с их дисфорией, а также давление, связанное с необходимостью соответствовать гендерной идентичности или роли, с которой они себя не идентифицируют, что может быть названо ложным гендерным самоопределением.Стандарты медицинской помощи WPATH также рекомендуют оценивать и лечить любые сопутствующие проблемы с психическим здоровьем. Большинство крупных медицинских ассоциаций определяют попытки изменить гендерную идентичность человека или его гендерное самовыражение как конверсионную терапию и категорически не одобряют их, ссылаясь на недостаточную научную достоверность и клиническую полезность этих методов.
Лечение может также принимать форму блокаторов полового созревания (таких как лейпрорелин), перекрестных половых гормонов (например, введение эстрогенов ребенку, которому при рождении был приписан мужской пол, или андрогенов ребенку, которому при рождении был присвоен женский пол) или гендерно-аффирмативные хирургические операции, когда ребенок достигнет совершеннолетия по медицинским показаниям, с целью о приведении своего физического тела в соответствие с идентифицированным гендером. Задержка полового созревания позволяет ребенку психически созреть, в то же время предотвращая развитие тела, которое ему, возможно, не нравится, чтобы он мог принять более обоснованное решение о своей гендерной идентичности, став подростком. Это также может помочь уменьшить тревогу и депрессию. Краткосрочные побочные эффекты блокаторов полового созревания включают головные боли, усталость, бессонницу, мышечные боли и изменения в тканях молочной железы, настроении и весе. Исследования долгосрочного воздействия на развитие мозга, когнитивные функции, фертильность и сексуальную функцию ограничены.
По данным Американской психиатрической ассоциации, «из-за динамичного характера полового созревания отсутствие гендерно-аффирмативных вмешательств (то есть социальных, психологических и медицинских) не является нейтральным решением; молодежь часто испытывает усиливающуюся дисфорию и негативное воздействие на психическое здоровье по мере прогрессирования неконгруэнтного и нежелательного полового созревания. Гендерно-аффирмативное лечение, такое как использование подавления полового созревания, связано с облегчением эмоционального стресса и заметными достижениями в психосоциальном и эмоциональном развитии у трансгендерной молодежи и молодежи с разным гендером».
В своем заявлении о позиции, опубликованном в декабре 2020 года, Эндокринное общество заявило, что существуют убедительные доказательства биологической основы гендерной идентичности и что подавление полового созревания, гормональная терапия и хирургические вмешательства по медицинским показаниям эффективны и относительно безопасны при надлежащем контроле и были приняты в качестве стандарта медицинской помощи. Они отметили снижение суицидальных мыслей среди молодежи, имеющей доступ к гендерно-аффирмативной помощи, и сопоставимый уровень депрессии с показателями цисгендерных сверстников среди молодежи предпубертатного возраста, прошедшей социальную трансформацию. В своем руководстве по лечению лиц с гендерной дисфорией от 2017 года она рекомендует назначать блокаторы полового созревания, когда у ребенка начинается половое созревание (2-я стадия Таннера для развития груди или половых органов), а прием половых гормонов начинать с 16 лет, хотя и отмечает, что «могут быть веские причины для начала лечения половыми гормонами до наступления половой зрелости». возраст 16 лет у некоторых подростков с гендерной дисфорией". Они рекомендуют, чтобы лечением лиц младше 18 лет занималась многопрофильная команда специалистов в области здравоохранения и психического здоровья. Они также рекомендуют «контролировать клиническое половое развитие каждые 3-6 месяцев и лабораторные показатели каждые 6-12 месяцев во время терапии половыми гормонами».
Для подростков, по словам WPATH, могут быть целесообразны физические вмешательства, такие как блокаторы полового созревания, гормональная терапия или хирургическое вмешательство. Однако, прежде чем приступать к каким-либо физическим вмешательствам, следует провести психиатрическую экспертизу, изучающую психологические, семейные и социальные проблемы, связанные с гендерной дисфорией подростка. Стандарты медицинской помощи WPATH 8 версии, опубликованные в 2022 году, объявляют препараты, блокирующие половое созревание, «необходимыми с медицинской точки зрения» и рекомендуют их для использования трансгендерными подростками, как только пациент достигнет второй стадии развития по Таннеру, и утверждают, что длительные исследования показывают улучшение результатов у трансгендерных пациентов, которые их получают.
Хотя в нескольких исследованиях изучалось влияние препаратов, блокирующих половое созревание, гендерно-некомфорных или трансгендерных подростков, проведенные исследования в целом показывают, что эти методы лечения достаточно безопасны, обратимы и могут улучшить психологическое благополучие.
Обзор 2020 года, опубликованный в журнале Child and Adolescent Mental Health, показал, что блокаторы полового созревания обратимы и связаны с такими положительными результатами, как снижение суицидальности во взрослом возрасте, улучшение аффекта и психологического функционирования, а также улучшение социальной жизни. Исследование, опубликованное в журнале Pediatrics в 2020 году, показало, что блокаторы полового созревания связаны с улучшением психического здоровья и снижением вероятности возникновения суицидальных мыслей в течение всей жизни. Исследование, проведенное в 2022 году и опубликованное в журнале Американской медицинской ассоциации (Journal of the American Medical Association), показало снижение на 60 % случаев депрессии средней и тяжелой степени и на 73 % случаев суицида среди трансгендерной молодежи в возрасте 13-20 лет, которые принимали препараты, блокирующие половое созревание, и гормоны, подтверждающие гендерный статус, в течение 12 месяцев наблюдения. Исследование, опубликованное в журнале The Lancet в 2022 году, в котором приняли участие 720 трансгендерных подростков, принимавших блокаторы полового созревания и гормоны, показало, что 98 % из них продолжали принимать гормоны на последующем приеме.
В 2020 году Национальный институт здравоохранения и передового опыта Англии опубликовал обзорную статью по заказу NHS England, в которой был сделан вывод о том, что качество фактических данных о влиянии блокаторов полового созревания (на психическое здоровье, качество жизни и влияние на гендерную дисфорию) было очень низким на основе шкалы оценок. Правительство Финляндии поручило провести обзор научных данных о лечении несовершеннолетних, и Министерство здравоохранения Финляндии пришло к выводу, что не существует научно обоснованных методов оказания медицинской помощи несовершеннолетним с гендерной дисфорией. Тем не менее, они рекомендуют использовать блокаторы полового созревания для несовершеннолетних в каждом конкретном случае, а Американская академия педиатрии утверждает, что «подавление полового созревания у детей, которые идентифицируют себя трансгендерными лицами, обычно приводит к улучшению психологического функционирования в подростковом и молодом возрасте». Национальный совет здравоохранения и социального обеспечения Швеции предпринял аналогичные действия в 2022 году.
В 2024 году Национальная служба здравоохранения Англии одобрила обзор гендерно-аффирмативной терапии в отношении детей и молодежи от Хилари Кэсс, в котором была поставлена под сомнение надежность существующих рекомендаций и предложены некоторые реформы. Обзор подвергся критике со стороны некоторых международных медицинских организаций.